# Famille de Lezay-Marnésia
 (février 2023).
Si vous disposez d'ouvrages ou d'articles de référence ou si vous connaissez des sites web de qualité traitant du thème abordé ici, merci de compléter l'article en donnant les références utiles à sa vérifiabilité et en les liant à la section « Notes et références ».
La famille de Lezay-Marnésia est une famille noble française, originaire de Franche-Comté. Elle s'est éteinte en 1884.

## Histoire
La famille de Lezay-Marnésia est originaire du Jura, en Franche-Comté.

## Personnalités
- Claude-Humbert de Lezay-Marnésia (1666 - 14 décembre 1747), 1er marquis de Lezay, époux de Claude-Françoise de Poligny.
  - Louis-Albert de Lezay-Marnésia (1708-1790), évêque d’Évreux.
  - François Gabriel marquis de Lezay-Marnésia (1699-1778). Il épouse Charlotte Antoinette de Bressey († 1785), le 2 juin 1733 à Ville-sur-Yron.

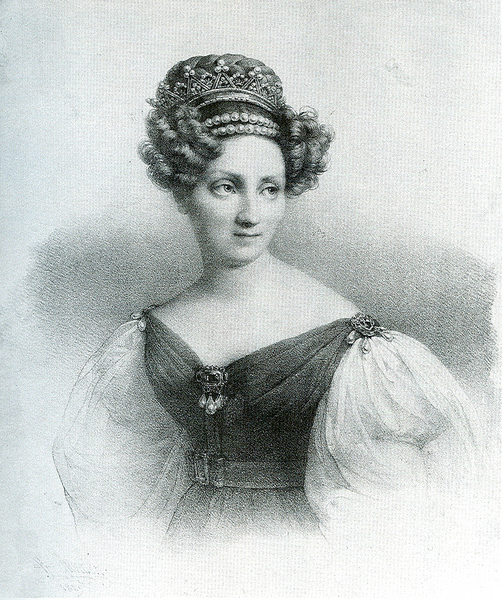
Stéphanie, Grande-duchesse de Bade, fille d'Adrienne de Lezay-Marnésia et de Claude de Beauharnais

- Claude-François de Lezay-Marnésia (1735-1800), militaire ; épouse Claudine de Nettancourt-Vaubécourt (1746-1794) :
  - Claude-Françoise-Gabrielle-Adrienne, (1768-1791), qui épouse le 17 juin 1786, Claude de Beauharnais, comte des Roches-Baritaud (1756-1819), cousin germain d'Alexandre de Beauharnais d'où Stéphanie de Beauharnais (1789-1860), grande-duchesse de Bade.
  - Adrien de Lezay-Marnésia (1769-1814) qui sera préfet du Rhin-et-Moselle (1806-1810) puis du Bas-Rhin (1810-1814) et, à ce titre, organisa l'arrivée en France de l'impératrice Marie-Louise.
  - Albert-Magdelaine-Claude de Lezay-Marnésia (1772-1857), haut-fonctionnaire et homme politique.

- Claude de Lezay-Marnésia, marquis de Lezay (1736-1810)

- Anne Marie Étienne Gaspard de Lezay, chevalier de l'ordre de Saint-Jean de Jérusalem (1738-1790)[1]

- Claude Charles Gaspard de Lezay (1739-1818)

La famille compte deux membres reçus chanoines-comtes de Saint-Jean de Lyon, au XVIIIe siècle.

## Hommages
- Quai Lezay-Marnésia à Strasbourg
- École Lezay-Marnésia, 16 rue du Poitou, à Strasbourg